# Michael Walzer
Michael Walzer (født 3. marts 1935) er en jødisk amerikansk politisk filosof og offentlig intellektuel. Han har skrevet bøger og essays om en bred række emner, inkl. retfærdige og uretfærdige krige, nationalisme, etnicitet, økonomisk retfærdighed, social kritik, radikalisme, og tolerance. Han er redaktør af The New Republic. Walzer er den ældre bror til historikeren Judith Walzer Leavitt.

## Liv og virke
Michael Walzer identificeres normalt som en af de førende fortalere for den kommunitaristiske position i politisk teori sammen med Alasdair MacIntyre og Michael Sandel. Ligesom Sandel og MacIntyre er Walzer ikke helt fortrolig med dette mærkat. Han har dog længe hævdet, at politisk teori skal være baseret på traditioner og kulturer, især samfund, og argumenteret imod, hvad han ser som den store abstraktion af politisk filosofi. Hans vigtigste intellektuelle bidrag omfatter Just and Unjust Wars, der er en revitalisering af teori om retfærdig krig, der understreger betydningen af etik i krigstid samtidig med, at man undgår pacifisme, teorien om "kompleks lighed", og som hævder, at metrikken af retfærdig lighed er ikke et enkelt materiale eller moralsk gode, men snarere, at egalitær retfærdighed kræver, at hvert gode blive fordelt efter dets sociale betydning, og intet gode (f.eks. penge eller politisk magt) har lov til at dominere eller fordreje distribution af varer i andre områder, og et argument, at retfærdighed er primært en moralsk standard inden for især nationer og samfund, ikke en, der kan udvikles i en universaliseret abstraktion.